# GameFront
GameFront era um website que fornece patches, demos e mods para jogos de computador.
O site foi criado com o nome de FileLeech por I/O Error Development em 1999. Em 2001 FileLeech foi renomeada para FileFront.com e relançada.
Em 11 de Fevereiro de 2010, Break Media adquiriu a Filefront.
Em 30 de Novembro de 2010, FileFront foi renomeada para GameFront.
Em 14 de Abril, 2016, a GameFront anunciou que o website seria encerrado no dia 30 de Abril, 2016. O serviço de ficheiros da GameFront foi mais tarde recreado.